# Episodi di High Maintenance (seconda stagione)
La seconda stagione della serie televisiva High Maintenance, composti da 10 episodi, è stata trasmessa negli Stati Uniti sulla HBO dal 19 gennaio al 23 marzo 2018.
In Italia, la stagione è stata trasmessa dal 25 al 29 giugno 2018 su Sky Atlantic.
| n° | Titolo   | Prima TV USA     | Prima TV Italia |
| -- | -------- | ---------------- | --------------- |
| 1  | Globo    | 19 gennaio 2018  | 25 giugno 2018  |
| 2  | Fagin    | 26 gennaio 2018  | 26 giugno 2018  |
| 3  | Namaste  | 2 febbraio 2018  | 26 giugno 2018  |
| 4  | Derech   | 9 febbraio 2018  | 26 giugno 2018  |
| 5  | Scromple | 16 febbraio 2018 | 27 giugno 2018  |
| 6  | Google   | 23 febbraio 2018 | 28 giugno 2018  |
| 7  | HBD      | 2 marzo 2018     | 28 giugno 2018  |
| 8  | Ghost    | 9 marzo 2018     | 29 giugno 2018  |
| 9  | #goalz   | 16 marzo 2018    | 29 giugno 2018  |
| 10 | Steve    | 23 marzo 2018    | 29 giugno 2018  |